# Chaïm El Djebali
Chaïm El Djebali (arabisch شيم الجبالي; * 7. Februar 2004 in Décines-Charpieu) ist ein tunesisch-französischer Fußballspieler, der bei Olympique Lyon unter Vertrag steht.

## Karriere

### Verein
El Djebali begann seine fußballerische Karriere 2011 beim FC Vaulx-en-Velin, wo er zwei Jahre lang spielte. Die nächsten beiden Jahre verbrachte er bei der ES Trinité Lyon, ehe er im Sommer 2015 in die Jugendakademie von Olympique Lyon wechselte. In der Saison 2020/21 sammelte er erste Erfahrungen in der U19-Liga Frankreichs mit Lyons A-Junioren. Die Spielzeit 2021/22 verweilte er dort als Stammspieler und traf fünfmal in zehn Einsätzen, wobei er bereits zweimal für die zweite Mannschaft in Frankreichs vierter Liga auflief. Anschließend unterschrieb er Ende Juni 2022 seinen ersten Profivertrag bei OL mit einer Laufzeit von drei Jahren. In der Saison 2022/23 spielte er für beide Mannschaften und kam in 21 Spielen insgesamt auf einen Treffer. Nach dem Abstieg der zweiten Mannschaft und weiteren Einsätzen in der National 3 debütierte El Djebali am 26. Januar 2024 (19. Spieltag) bei einer 2:3-Niederlage gegen Stade Rennes in der Ligue 1. Dies blieb sein einziger Einsatz für die erste Mannschaft in jener Saison, während er für die zweite Mannschaft in 22 Spielen auflief. In der darauffolgenden Spielzeit erzielte er an den ersten drei Spieltagen vier Tore und bereitete einen weiteren Treffer vor. Im Oktober 2024 wurde er aus disziplinarischen Gründen suspendiert und absolvierte in dieser Saison keinen weiteren Pflichtspieleinsatz.

### Nationalmannschaft
Da er in Frankreich geboren, sein Vater Tunesier und seine Mutter Algerierin ist, könnte er für all diese Nationen auflaufen.
So wurde er im September 2019 vom französischen Fußballverband für zwei Länderspiele der U16-Nationalmannschaft berufen und absolvierte ein Spiel für das Team.
Drei Jahre später wurde er im September 2022 für die tunesische A-Nationalmannschaft berufen. Für diese debütierte er am 22. September 2022 in einem Freundschaftsspiel gegen die Komoren nach später Einwechslung bei einem 1:0-Sieg.
Neben einer weiteren Nominierung für das A-Team im März 2023 stand er im Kader des U20-Afrika-Cups 2023. Er kam in fünf Partien zum Einsatz und verlor mit seiner Mannschaft das Spiel um den dritten Platz. Zwei Monate später stand er auch bei der U20-WM 2023 im Kader. Hier stand er in allen vier Partien des Turniers bis zum Ausscheiden im Achtelfinale in der Startelf.